# Kelci Bryant
Pour les articles homonymes, voir Bryant.
Kelci Bryant est une plongeuse américaine, née le 15 janvier 1989 à Springfield (Illinois).
Elle a notamment remporté une médaille d'argent aux Jeux olympiques de 2012 en tremplin à 3 mètres synchronisé avec Abigail Johnston.